# هانك ثورنس
هانك ثورنس (بالإنجليزية: Hank Thorns)‏ مواليد 11 يناير 1989 في لاس فيغاس، هو لاعب كرة سلة أمريكي سابق. بدأ مسيرته الاحترافية في سنة 2012. لعب في دوري كندا الوطني لكرة السلة كلاعب هجوم خلفي. حمل الرقم 10. يبلغ طوله 5 قدم 9 بوصة (1.8 م). اعتزل اللعب في 2013. لعب مع مين ريد كلوز ونادي مورنار بار لكرة السلة.

## روابط خارجية
- هانك ثورنس على موقع كرة السلة الأوروبية.كوم (الإنجليزية)
- هانك ثورنس على موقع كلية كرة السلة في سبورتس رفرنس.كوم (الإنجليزية)
- هانك ثورنس على موقع ريلجم (الإنجليزية)
- هانك ثورنس على موقع بروبوليرز (الإنجليزية)